# Lijst van rijksmonumenten in Opijnen
De plaats Opijnen telt 12 inschrijvingen in het rijksmonumentenregister. Hieronder een overzicht.
| Object                                        | Oorspronkelijke functie?  | Bouwjaar      | Architect | Locatie           | Coördinaten?                  | Nr.?   | Afbeelding        |
| --------------------------------------------- | ------------------------- | ------------- | --------- | ----------------- | ----------------------------- | ------ | ----------------- |
| Hervormde Kerk                                | Kerk en kerkonderdeel     | ca. 1860      |           | Stoepstraat 2     | 51° 49' 41" NB, 5° 18' 2" OL  | 30337  | Meer afbeeldingen |
| Toren van de Hervormde Kerk                   | Kerk en kerkonderdeel     | eind 19e eeuw |           | Stoepstraat bij 2 | 51° 49' 41" NB, 5° 18' 2" OL  | 30338  | Meer afbeeldingen |
| Gepleisterde hoeve met rieten wolfsdak        | Boerderij                 | 18e-19e eeuw  |           | Zandstraat 44     | 51° 49' 50" NB, 5° 18' 50" OL | 30339  | Meer afbeeldingen |
| Huize Uytterwaerde: landhuis                  | Kasteel, buitenplaats     | 1849          |           | Waaldijk 3        | 51° 49' 47" NB, 5° 17' 33" OL | 522035 | Meer afbeeldingen |
| Huize Uytterwaerde: koetshuis                 | Bijgebouwen kastelen enz. | 1915-1920     |           | Waaldijk bij 3    | 51° 49' 47" NB, 5° 17' 33" OL | 522036 | Meer afbeeldingen |
| Huize Uytterwaerde: aanleg                    | Tuin, park en plantsoen   | 1900-1925     |           | Waaldijk bij 3    | 51° 49' 47" NB, 5° 17' 34" OL | 522037 | Upload foto       |
| Huize Uytterwaerde: dienstwoning              | Dienstwoning              | 1850-1875     |           | Repensestraat 31  | 51° 49' 48" NB, 5° 17' 44" OL | 522038 | Meer afbeeldingen |
| Huize Uytterwaerde: moestuin                  | Tuin, park en plantsoen   | 1900-1925     |           | Waaldijk bij 3    | 51° 49' 47" NB, 5° 17' 34" OL | 522039 | Meer afbeeldingen |
| Huize Uytterwaerde: fruitschuur               | Boerderij                 | 1900-1925     |           | Waaldijk bij 3    | 51° 49' 47" NB, 5° 17' 33" OL | 522040 | Meer afbeeldingen |
| Huize Uytterwaerde: tuinmuur en negen beelden | Tuin, park en plantsoen   | 1900-1925     |           | Waaldijk bij 3    | 51° 49' 47" NB, 5° 17' 34" OL | 522041 | Meer afbeeldingen |
| Gedenkteken                                   | Gedenkteken               | 1940          |           | Waaldijk bij 3    | 51° 49' 47" NB, 5° 17' 34" OL | 522042 | Upload foto       |
| Drie aangesloten schuurbergen                 | Boerderij                 | 1890-1910     |           | Zandstraat bij 60 | 51° 49' 47" NB, 5° 19' 16" OL | 522053 | Meer afbeeldingen |